# Alfred Beitbrug
De Alfred Beitbrug is een brug over de Limpopo tussen Beitbrug in Zuid-Afrika en Beitbridge in Zimbabwe.

## Geschiedenis
De originele Alfred Beitbrug, die nog enkel als spoorwegbrug actief is, was afgewerkt in 1929 door Dorman Long. De brug werd vernoemd naar Alfred Beit, de magnaat die zijn fortuin verdiende met goud en diamant en de bouw van de brug mee financierde. De originele brug kostte $600,000 en werd ingehuldigd door Alexander van Teck, 1e graaf van Athlone en gouverneur-generaal van de Unie van Zuid-Afrika op 31 augustus 1929.
De nieuwe wegbrug, aangelegd in 1995 naast de oude brug, laat zwaarder wegverkeer toe dan de oude brug kon dragen. Deze werd gebouwd door de Zuid-Afrikaanse aannemer Murray & Roberts in opdracht van het Zimbabwaanse New Limpopo Bridge Ltd die tevens de brug uitbaat en beheert.